# Megalodontes dusmeti
Megalodontes dusmeti is een vliesvleugelig insect uit de familie van de Megalodontesidae. De wetenschappelijke naam van de soort is voor het eerst geldig gepubliceerd in 1914 door Enslin.